# Győrffy Balázs (fizikus)
Győrffy Balázs (Eger, 1938. május 4. – Bristol, 2012. október 25.) Angliában élt magyar fizikus, úszó, a Bristoli Egyetem emeritus professzora, a Magyar Tudományos Akadémia külső tagja (1995-).

## Életpályája
1956-ban érettségizett a Piarista Gimnáziumban. 1956-ban távozott Magyarországról. 1961–1966 között a Yale Egyetem villamosmérnök-fizikus szakos hallgatója volt. 1970–2012 között a bristoli egyetem oktató-kutató csoportjának tagja volt. 1995-től a Magyar Tudományos Akadémia külső tagja volt.

### Sportpályafutása
Kiváló úszó volt. 2009-ben korosztályos (70-74 évesen) Európa-csúcsot ért el 200 méteres gyorsúszásban.
Kutatási területe az elméleti szilárdtest-fizika, a fémes ötvözetek és a fémes mágnesessége volt.